# Johann Friedrich Knöbel

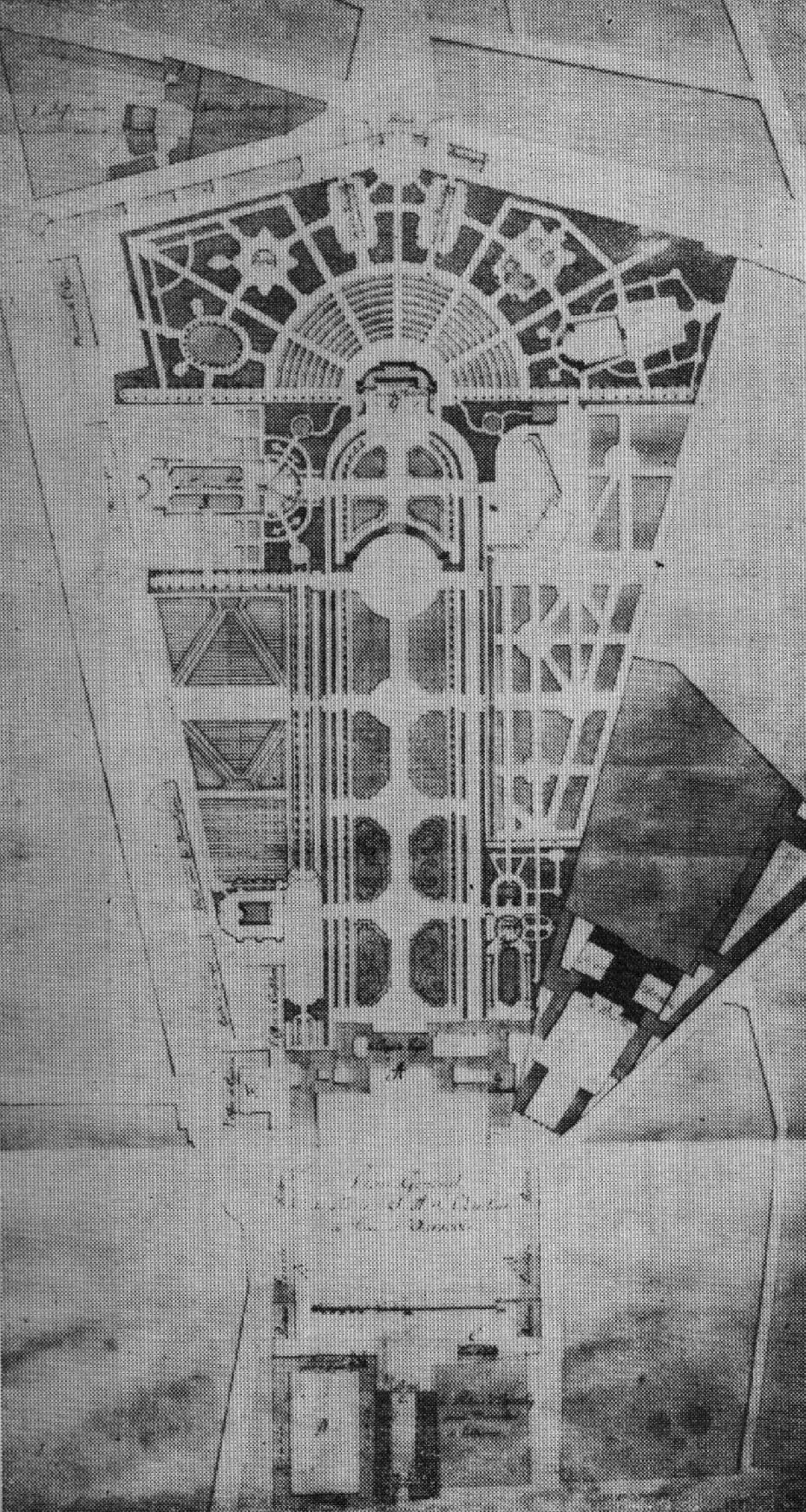
Darstellung des Sächsischen Gartens in Warschau nach Knöbel, 1763

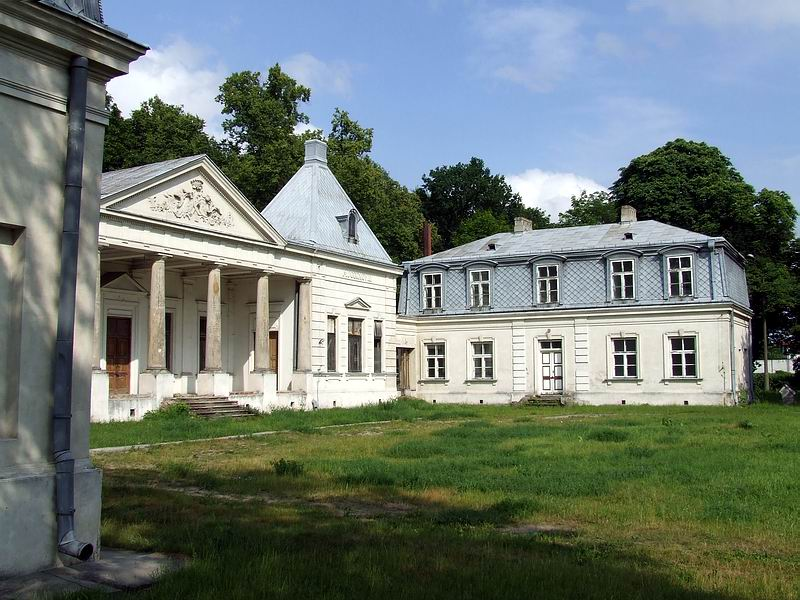
Der Brühl-Palast in Młociny bei Warschau

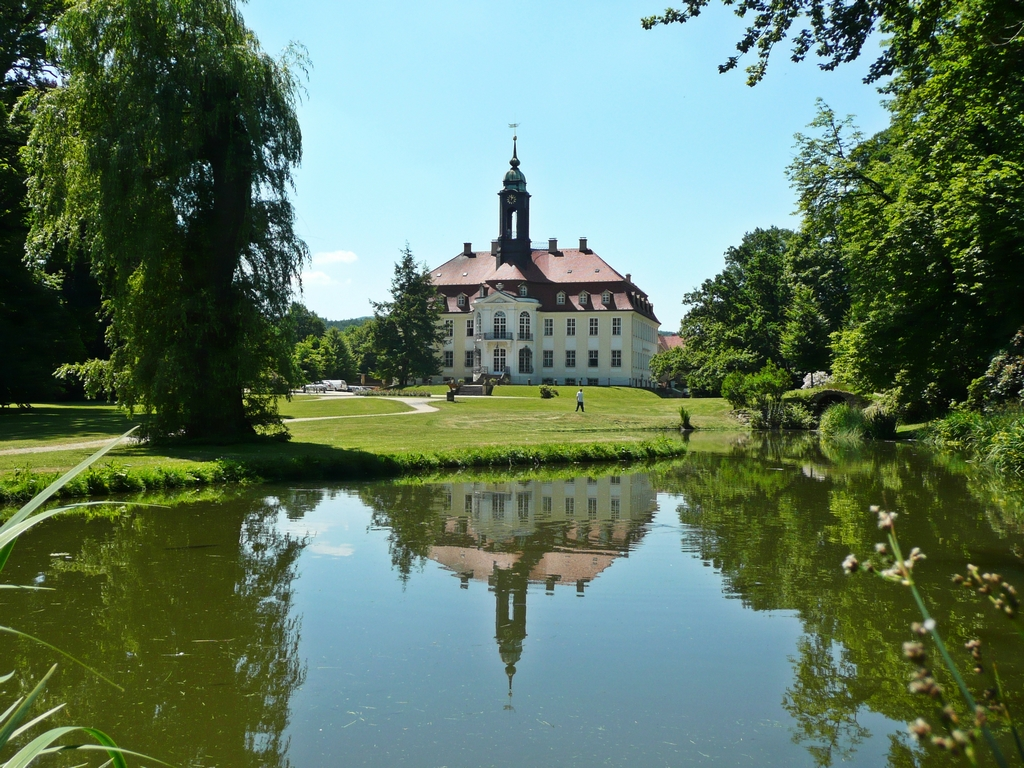
Schloss Reinhardtsgrimma nahe Dresden (erbaut 1765/67)

Johann Friedrich Knöbel; polnisch: Jan Fryderyk Knöbel (* 14. Juni 1724 in Dresden; † 26. September 1792 ebenda) war ein deutscher Architekt, der vorwiegend in Dresden und Warschau wirkte. Er war ein Vertreter der Stilrichtung des sächsischen Barocks und entwickelte diesen Stil auch in Warschau weiter.

## Leben
Knöbel wurde am 14. Juni 1724 geboren (nach anderen Angaben wurde er bereits am 10. oder 11. Juni geboren und am 14. Juni getauft). Sein Vater war Pergamentenmacher. Ab 1739 wurde er unter Johann Christoph Knöffel, später auch unter dem Franzosen Zacharias Longuelune ausgebildet. Im Jahr 1750 trat er eine Stelle als Kondukteur am Dresdener Oberbauamt an. Etwa zu der Zeit heiratete er auch Christiana Charlotta (genannt Clara); sein ältester Sohn Julius Friedrich Knöbel wurde 1753 in Dresden geboren. Das Ehepaar hatte weitere vier Kinder. Eine Enkelin von Knöbel, Juliane Adelheid († 1844), war die Ehefrau des Geistlichen Martin Stephan. Ihr Sohn Martin Stephan (Knöbels Urenkel) wanderte 1838 mit der von seinem gleichnamigen Vater organisierten und geführten, wahrscheinlich größten evangelischen Auswanderungsbewegung des 19. Jahrhunderts nach Missouri aus (dort mit den 665  Auswanderern Gründung der „Apostolisch-lutherischen Episkopalkirche zu Stephansburg“), kehrte 1840 nach Dresden zurück, studierte hier bis 1844 Architektur und ging 1847 wieder in die USA.   
1753 ging Knöbel als Landbaumeister nach Warschau. Er unterstützte dort zunächst den damaligen Direktor des polnisch-sächsischen Bauamtes in Warschau, Joachim Daniel von Jauch. Nach dem Tod Jauchs im Jahr 1755 übernahm er dessen Posten (auch: „Oberbauamtskonduktor“) und verblieb bis zum Ende der sächsischen Herrschaft in Polen in dieser Funktion. Ein wichtiger Auftraggeber Knöbels war Heinrich von Brühl, für den er (zu Beginn noch gemeinsam mit Jauch) Umbauten am Brühlschen Stadtpalast vornahm sowie den ländlichen Palast in Młociny errichtete. Er verantwortete auch den Bau der Laurentius-Kirche im Warschauer Stadtteil Wola. Knöbel bildete Knöffels Rokoko-Stil in Polen weiter aus, was besonders deutlich bei den Arbeiten zur Vollendung des Schlosses zu Grodno (Bau der Kapelle) sowie an vielen Details des nicht mehr existierenden Brühlschen Palastes in Warschau (z. B. an den Flügelbauten des Ehrenhofes und dem Tor) erkennbar war. 
1765 kehrte Knöbel nach Dresden zurück. Dort wurde er königlicher Architekt und Oberlandbaumeister; als Mitglied der Bauhauptkommission beeinflusste er die architektonische Gestaltung vieler Gebäude. So stammt von ihm – gemeinsam mit Johann George Schmidt – der Entwurf zum Bau des Dresdner Gewandhauses. Zwei Tage vor seinem Tod bat er wegen seines Gesundheitszustandes um seine Abberufung.

## Bauten (Auswahl)

Schloss Berreuth (1947 Brandopfer)

- Park anstelle der heutigen Ulica Foksal in Warschau
- Anbauten am Neuen Schloss in Grodno (1752)
- Laurentius-Kirche in der Ulica Wolska 140a in Warschau (Bauabschluss 1755)
- Brühl-Palast in Młociny (1752–1758)
- Umbau des Brühl-Palastes in Warschau (1754–1759)
- Schloss Reinhardtsgrimma mit englischem Park (1765–1767)
- Dresdner Gewandhaus (1768–1770)
- Bau des (nicht mehr existierenden) Schlosses in Berreuth